# Gabriel Bîrjovanu
Gabriel Bîrjovanu (n. Iași) este un cântăreț de operă (tenor) româno-norvegian. 

## Biografie

### Studii
Gabriel Bîrjovanu a absolvit în 1990, Colegiul Național „Costache Negruzzi”  din Iași. În timpul liceului ia lecții în privat de canto, teorie și solfegiu. Urmează Universitatea Națională de Arte „George Enescu”, Facultatea de Interpretare Muzicală, secția canto, absolvind în 1996, la clasa lui Tiberiu Popovici.

### Carieră în România
Între 1991 și 1996 a fost angajat la Opera Națională Română din Iași ca artist liric, tenor iar din 1996 până în 2002 ca tenor solist, cântăreț de operă, unde a avut roluri precum Gabriel von Eisenstein în Liliacul, Graf Danilo Danilowitsch în Văduva veselă, Bonifaziu în Silvia, Contele în Sânge vienez.

### Carieră în Norvegia
Din 2003 este angajat definitiv ca tenor al Operei Naționale Norvegiane (norvegiană Den Norske Opera & Ballett), unde a cântat rolurile Il Principe Yamadori în Madama Butterfly, Il maestro di ballo în Manon Lescaut, Giuseppe, servo di Violetta în La Traviata, Parpignol, venditore ambulante în La bohème, Der Haushofmeister bei Faninal în Der Rosenkavalier, Malcolm, figlio di Duncano în Macbeth.
La teatrul „Musikkteater” din Trondheim a avut roluri în La Traviata – Alfredo Germont, 2007, La bohème – Rodolfo, poeta, 2008 iar în Oscarsborg a cântat în Tosca – Spoletta, agente di polizia, 2008, La bohème – Parpignol, venditore ambulante, 2009. În sezonul 2008/2009 a participat la 47 de concerte în toată Germania cu „The 12 Tenors”. În 2010 a cântat Don Jose în Carmen în Casablanca, Maroc.

### Liber profesionist
Din 2023 este solist de operă freelancer (tenor). În decembrie 2023 a interpretat rolul Gabriel von Eisenstein în Liliacul la Opera Națională din Iași. 